# Suzanne Schulting
Suzanne Schulting (Groninga, 25 settembre 1997) è una pattinatrice di short track olandese, vincitrice di tre medaglie d'oro, una d'argento e due di bronzo ai Giochi olimpici.

## Biografia
Ha fatto parte della spedizione olandese ai Giochi olimpici giovanili di Innsbruck 2012 in cui si classificò 4ª nei 500 m, 16ª nei 1000 m e 26ª nella mass start.
È stata convocata in nazionale ai Giochi olimpici di Pyeongchang 2018, il 20 febbraio vince la medaglia di bronzo nella staffetta 3.000 metri e due giorni dopo si laurea per la prima volta in carriera campionessa olimpica vincendo la gara dei 1.000 metri, davanti alla canadese Kim Boutin e all'italiana Arianna Fontana.
Nel 2018 è stata eletta sportiva olandese dell'anno.
Ha rappresentato i Paesi Bassi ai Giochi olimpici invernali di Pechino 2022, dove ha vinto l'oro nei 1000 m, precedendo la sudcoreana Choi Min-jeong e la belga Hanne Desmet, e nella staffetta 3000 m, con le connazionali Selma Poutsma, Xandra Velzeboer e Yara van Kerkhof. Nei 500 m ha ottenuto l'argento, terminando alle spalle di Arianna Fontana. Nei 1500 m ha guadagnato il bronzo, dietro a Choi Min-jeong e Arianna Fontana. Nella staffetta mista 2000 m si è piazzata al 4º posto.

## Riconoscimenti
- Sportiva olandese dell'anno (2018)

## Palmarès

### Giochi olimpici
- 6 medaglie:
  - 3 ori (1000 m a Pyeongchang 2018; 1000 m e staffetta 3000 m a Pechino 2022);
  - 1 argento (500 m a Pechino 2022);
  - 2 bronzi (staffetta 3000 metri a Pyeongchang 2018; 1500 m a Pechino 2022).

### Mondiali
- 15 medaglie:
  - 11 ori (staffetta 3000 m a Seul 2016; classifica generale e 1000 m a Sofia 2019; classifica generale, 500 m, 1000 m, 1500 m e staffetta 3000 m a Dordrecht 2021; 1500 m, staffetta 2000 m mista e staffetta 3000 m a Seul 2023; staffetta 3000 m a Rotterdam 2024);
  - 2 argenti (staffetta 3000 m a Montréal 2018; 500 m Seul 2023);
  - 2 bronzi (1000 m a Rotterdam 2017; 500 m a Sofia 2019).

### Europei
- 25 medaglie:
  - 17 ori (staffetta 3000 m a Sochi 2016; classifica generale, 1500 m e staffetta 3000 m a Dordrecht 2019; classifica generale, 500 m, 1000 m, 1500 m e staffetta 3000 m a Debrecen 2020; classifica generale, 500 m, 1000 m, 1500 m a Danzica 2021; 500 m, 1500 m, staffetta 3000 m e staffetta 2000 m mista a Danzica 2023).
  - 5 argenti (staffetta 3000 m a Dordrecht 2015; 1000 m a Sochi 2016; 1000 m a Dresda 2018; staffetta 3000 m a Danzica 2021; 1000 m a Danzica 2023);
  - 3 bronzi (classifica generale e 1500 m a Sochi 2016; staffetta 3000 m a Torino 2017).

### Mondiali juniores
- 5 medaglie:
  - 2 ori (1500 m e superfinale 1500 m a Sofia 2016);
  - 2 argenti (1500 m a Osaka 2015; classifica generale a Sofia 2016);
  - 1 bronzo (staffetta 3000 m a Sofia 2016).